# Interstate 495 (Delaware)
Pour les articles homonymes, voir Interstate 495.
L'Interstate 495 (I-495) est une autoroute auxiliaire de 11,47 miles (18,46 km) dans le Delaware. L'autoroute sert de voie de contournement à l'I-95 autour de la ville de Wilmington.

## Description du tracé
L'I-495 débute à un échangeur avec l'I-95 et l'I-295 près de Newport au sud-ouest de Wilmington. À partir de là, la route se dirige vers l'est en direction du Port de Wilmington, où elle bifurque vers le nord-est alors qu'elle traverse la rivière Christina en direction de l'est du centre-ville de Wilmington. En entrant à Edgemoor, l'I-495 passe entre le fleuve Delaware à l'est et la US 13 à l'ouest, continuant vers Claymont. À Claymont, l'I-495 bifurque vers le nord et se fusionne à l'I-95 nord à un échangeur avec la DE 92 juste au sud de la frontière avec la Pennsylvanie.

## Liste des sorties
| Interstate 495    |              |       |       |        |                                                                                               |                                                                         |
| Comté             | Municipalité | mi    | km    | Sortie | Intersections / Destinations                                                                  | Notes                                                                   |
| New Castle        | Newport      | 0,00  | 0,00  | —      | I-95 sud – Newark, Baltimore                                                                  | Sortie 5D de l'I-95                                                     |
| New Castle        | Newport      | 0,00  | 0,00  | 0      | I-295 – New Castle, Pont du Memorial Delaware                                                 | Sortie direction sud, entrée direction nord                             |
| New Castle        | Newport      |       |       | —      | Vers DE 141 (en) – Newport, New Castle                                                        | Sortie direction sud seulement; accès à l'Aéroport de Wilmington        |
| New Castle        | Minquadale   | 1,98  | 3,19  | 1      | US 13 Bus. – Wilmington                                                                       | Sortie direction nord, entrée direction sud                             |
| New Castle        | Minquadale   | 1,98  | 3,19  | 1      | US 13 vers US 40 – Wilmington, Dover                                                          | Sortie direction sud, entrée direction nord                             |
| New Castle        | Wilmington   | 2,97  | 4,78  | 2      | DE 9A (en) (Terminal Avenue) – Port de Wilmington                                             |                                                                         |
| New Castle        | Wilmington   | 4,45  | 7,16  | 3      | 12th Street                                                                                   |                                                                         |
| New Castle        | Edgemoor     | 5,97  | 9,61  | 4      | US 13 (Governor Printz Boulevard) vers DE 3 (en) (Edgemoor Road) – Parc industriel d'Edgemoor | Indiqué sortie 4A (DE 3 nord / US 13) et 4B (DE 3 sud) en direction sud |
| New Castle        | Claymont     | 10,83 | 17,43 | 5      | US 13 (Philadelphia Pike) – Claymont                                                          |                                                                         |
| New Castle        | Claymont     |       |       | 6      | DE 92 (en) (Naamans Road) – Claymont                                                          | Sortie direction sud seulement                                          |
| New Castle        | Claymont     | 11,47 | 18,46 | —      | I-95 nord – Chester, Philadelphie                                                             | Sortie 11 de l'I-95 sud; la rampe d'entrée commence en Pennsylvanie     |
| - Accès incomplet |              |       |       |        |                                                                                               |                                                                         |